# رولف هولمزتروم
رولف هولمزتروم (بالسويدية: Rolf Holmström)‏ هو لاعب كرة قدم سويدي، ولد في 7 سبتمبر 1932، وتوفي في 21 يونيو 2012. لعب مع غايس غوتنبرغ.